# Omikron Coronae Borealis
Omikron Coronae Borealis (ο CrB) – pomarańczowy olbrzym typu widmowego K znajdujący się w gwiazdozbiorze Korony Północnej, 270 lat świetlnych od Słońca. Gwiazda znacznie przewyższa swoimi rozmiarami Słońce. Masa obiektu wynosi około 2,1 masy Słońca, a promień – 10,5 promieni Słońca. Temperatura efektywna powierzchni wynosi 4749 K.

## System planetarny
W październiku 2007 roku odkryto krążącą wokół Omikron Coronae Borealis planetę Omikron Coronae Borealis b. Odkrycia dokonano poprzez obserwacje efektu Dopplera.